# Калиновка (Прокопьевский район)
Калиновка — село в Прокопьевском районе Кемеровской области. Входит в состав Трудармейского сельского поселения.

## География
Центральная часть населённого пункта расположена на высоте 405 метров над уровнем моря.

## Население
По данным Всероссийской переписи населения 2010 года, в селе Калиновка проживает 82 человека (40 мужчин, 42 женщины).